# GATE II
『GATE II』（ゲート・ツー）は、1999年6月6日にリリースされたIcemanの3rdアルバム。発売元はアンティノスレコード。

## 概要
「世紀末三部作」の第1弾。本シリーズにおける活動方針により、収録曲は先行シングルなしの全作新曲となっている。累計売上は3.5万枚を記録。収録曲「Shining Collection」はOVA「グラビテーション」挿入歌に起用され、後にコタニキンヤ.がシングル「This is GRAVITATION Vol.1」にてカバーしている。ブックレットには使用したシンセサイザーの紹介や関わったスタッフ等、曲ごとに詳細に説明が付けられている。ただ、浅倉の意向によって製作期間をギリギリにまで短縮して発売したためか、誤植が多い。初回限定版は赤のラインが入ったスケルトンスリーブケース付き。2013年9月11日、ソニー・ミュージックダイレクトよりBlu-spec CD仕様で再発された。

## 収録曲
| #   | タイトル                                                      | 作詞               | 作曲     | 編曲     | 時間 |
| --- | ------------------------------------------------------------- | ------------------ | -------- | -------- | ---- |
| 1.  | 「RED gate Open」                                             |                    | 浅倉大介 | 浅倉大介 | 1:12 |
| 2.  | 「PERFECT FUTURE?」                                           | 麻倉真琴           | 浅倉大介 | 浅倉大介 | 4:05 |
| 3.  | 「Expander Drive Machine ～発展途上人型アンドロイドの見た夢」 | 伊藤賢一           | 伊藤賢一 | 浅倉大介 | 4:22 |
| 4.  | 「Wish Matrix」                                               | 麻倉真琴           | 浅倉大介 | 浅倉大介 | 5:04 |
| 5.  | 「CAUTION!」                                                  | 伊藤賢一、麻倉真琴 | 浅倉大介 | 浅倉大介 | 7:06 |
| 6.  | 「Space Dreamer」                                             | 伊藤賢一           | 浅倉大介 | 浅倉大介 | 5:27 |
| 7.  | 「FATE WEATHER」                                              | Iceman             | 浅倉大介 | 浅倉大介 | 5:07 |
| 8.  | 「GATE II -sensitive gate」                                   | 伊藤賢一           | 浅倉大介 | 浅倉大介 | 5:45 |
| 9.  | 「Shining Collection」                                        | Iceman             | 浅倉大介 | 浅倉大介 | 4:41 |
| 10. | 「For the next gate from RED」                                |                    | 浅倉大介 | 浅倉大介 | 2:21 |

## 参加ミュージシャン・スタッフ
- プログラミング&キーボード：浅倉大介
- ギター：伊藤賢一（#2.3.4.5.6.7.9）
- コーラス：白須衛治（#2）
- レコーディング・エンジニア：浅倉大介
- レコーディング・エンジニア：大里正毅（SATOYAN MUSC）
- レコーディング・エンジニア：香椎茂樹、秋窪博一（birdie house inc）
- ミキシング・エンジニア：フィル・カッフェル
- マスタリング・エンジニア：前田康二（Bernie Grundman Mastering Studio）
- プロデューサー：浅倉大介
- ディレクター：安部裕子（Darwin）
- A&R：坂西伊作
- エグゼクティブ・プロデューサー：安部裕子（Darwin）
- エグゼクティブ・プロデューサー：岸栄司